# Anne Crawford
Anne Crawford (* 22. November 1920 in Haifa, Palästina, als Imelda Crawford; † 17. Oktober 1956 in London) war eine britische Schauspielerin in Film, Fernsehen und Theater. Sie spielte in den 1940er und 1950er Jahren verschiedene Hauptrollen in britischen und US-amerikanischen Kinoproduktionen. Darunter Rollen in Filmen wie Die Weber von Bankdam, Tochter der Finsternis, Schwester Maria Bonaventura, An der Straßenecke oder Die Ritter der Tafelrunde.

## Leben und Wirken
Anne Crawford wurde 1920 in Haifa als Tochter eines schottischen Ingenieurs bei der Eisenbahn geboren. Früh wurde sie zurück nach Edinburgh geschickt wo sie zur Schule ging und später Schauspiel an der Londoner RADA studierte. Als sie nach Manchester zog, änderte sie ihren Namen von Imelda zu Anne. 
Eine erste kleine Filmrolle bekam Anne 1938 in Brian Desmond Hursts Kriminalfilm Prison Without Bars. Durch die Hauptrolle in Regisseur Walter Fordes Komödie The Peterville Diamond schaffte sie 1943 an der Seite von Donald Ogden Stewart den Durchbruch. Danach spielte sie in mehreren dramatischen Filmen neben Schauspielkollege David Farrar. Seit 1945 sah man sie auch in der zweiten weiblichen Hauptrolle in Filmen des Regisseurs Arthur Crabtree. Dort spielte sie in dem Filmdrama Drei Ehen neben James Mason oder 1946 in dem romantischen Abenteuerfilm Gefährliche Reise an der Seite von Stewart Granger. 
Regisseur Walter Forde gab ihr 1947 dann erneut die weibliche Hauptrolle der Anne Pickersgill in der Literaturverfilmung Die Weber von Bankdam nach einem Roman von Thomas Armstrong. Es folgten weitere Hauptrollen in Lance Comforts Horrorfilm Tochter der Finsternis oder in dramatischen Filmen von Harold French und Jeffrey Dell. 1950 spielte sie als Partnerin von Cecil Parker in einer Komödie von John Paddy Carstairs
In Douglas Sirks Kriminalfilm Schwester Maria Bonaventura spielte sie 1951 im Verbund neben Kolleginnen wie Claudette Colbert und Ann Blyth die Rolle der Isabel Jeffreys, die Frau von Robert Douglas. 1953 besetzte sie die britische Regisseurin Muriel Box in ihrem Filmdrama An der Straßenecke über die Arbeit der Londoner Polizei in der weiblichen Hauptrolle der WPC Susan. Weitere Rollen spielten Peggy Cummins und Barbara Murray. Noch im selben Jahr spielte sie auf dem Höhepunkt ihrer Leinwand-Karriere in der aufwendigen und von Metro-Goldwyn-Mayer teuer produzierten Abenteuer-Verfilmung um die legendäre Sage von König Artus in Die Ritter der Tafelrunde, inszeniert von Regisseur Richard Thorpe in der Riege der Stars um Robert Taylor, Ava Gardner, Mel Ferrer und Stanley Baker die Rolle der skrupellosen Morgan Le Fay.
Bereits 1949 hatte sich Anne dem Fernsehen zugewandt und spielte dort in Episoden von erfolgreichen Serien. Zu ihren Auftritten in dem neuen Medium gehörten The Philco Television Playhouse (1950), Strictly Personal (1953), The Six Proud Walkers (1954), Douglas Fairbanks, Jr., Presents (1954), The Mulberry Accelerator (1955), BBC Sunday-Night Theatre (1955) und Opportunity Murder (1956). 
Ihr West-End-Debüt gab sie im Jahr 1949 und ihre TV-Karriere verlief parallel zu ihrer Filmkarriere. Während der Hauptrolle in dem Agatha Christie Spiel Spinnennetz im Savoy Theater wurde die als sanfte und humorvoll bekannte Schauspielerin im September 1956 mit der erschütternden Diagnose Leukämie konfrontiert. Anne Crawford starb nur einen Monat später am 17. Oktober im Alter von 35 Jahren in ihrer Wahlheimat London.
Von 1939 bis zu ihrem Tod war Crawford mit James Hartley verheiratet.
Anne Crawfords Filmkarriere umfasste über 30 internationale Kino- und Fernsehproduktionen.

## Filmografie (Auswahl)
- 1938: Prison Without Bars
- 1943: The Peterville Diamond
- 1943: The Dark Tower
- 1943: The Night Invader
- 1944: Headline
- 1944: Two Thousand Women
- 1945: Drei Ehen (They Were Sisters)
- 1946: Gefährliche Reise (Caravan)
- 1946: Bedelia
- 1947: Die Weber von Bankdam (Master of Bankdam)
- 1947: Night Beat
- 1948: Tochter der Finsternis (Daughter of Darkness)
- 1948: The Blind Goddess
- 1948: It’s Hard to Be Good
- 1950: Tony Draws a Horse
- 1950: So ist das Leben (Trio)
- 1951: Schwester Maria Bonaventura (Thunder on the Hill)
- 1953: An der Straßenecke (Street Corner)
- 1953: Die Ritter der Tafelrunde (Knights of the Round Table)
- 1954: Mad About Men